# Kostiantina Màlitska
Kostiantina Màlitska   (Kropívnik, 30 de maig de 1872 - Lviv, 23 de febrer de 1947), nom complet amb patronímic Kostiantina Ivànivna Màlitska, ucraïnès: Костянтина Іванівна Малицька, coneguda també amb els pseudònims literaris de Vira Lébedova, ucraïnès: Віра Лебедова i Txaika Dnistrova, ucraïnès: Чайка Дністрова, fou una educadora, escriptora i activista ucraïnesa.

## Biografia
Màlitska va néixer a Kropívnik, raion de Kàluix, el 1872. Va estudiar per ser mestra i es va graduar el 1892. Va ensenyar educació primària a Halych i Luzhany i també a Lviv a l'escola de noies Xevtxenko.
El 1912 va organitzar una reunió per al "Comitè de Dones" a Lviv per preparar la guerra que ella veia inevitable. A la ruenió també hi havia Olena Stepàniv, Maria Biletska (1864-1937) i Olha Bassarab. Els diners recaptats del "Fons Nacional de Combat", creat per elles, es van utilitzar per a finançar els Fusellers Ucraïnesos de la Sitx i Stepàniv va ser-ne la primera dona oficial.
El 1938 els governants polonesos a Ucraïna van declarar il·legal la Unió de Dones Ucraïneses. Com a resultat, es va formar una altra organització de dones, la Drujina Kniahini Olhi (Companyia de la princesa Olha), i Màlitska es va convertir en una de les seves líders. La nova existència de l'organització va ser breu, ja que va desaparèixer quan els soviètics van ocupar Galítsia el 1939.
Màlitska va escriure obres de teatre infantil, cançons i va contribuir en revistes. El 1899 va publicar contes infantils a Mali druzi (Petits amics, 1899, 1906) i els seus articles sobre educació a Maty (Mare, 1902) i Z trahedii ditiatxikh duix (De les tragèdies de les ànimes dels nens, 1907).
Màlitska va morir a Lviv el 1947.